# Wonder What's Next
Wonder What's Next es el segundo álbum de Chevelle y su debut en una discográfica grande, publicado en 2002 por Epic Records. El álbum vendió más de 1 millón de copias, el álbum de mayor éxito comercial de la banda. La banda también apareció en The Late Show with David Letterman para realizar un primer sencillo del álbum, "The Red". "Send the Pain Below" y "Closure" fueron los siguientes sencillos de casi igual éxito.

## Lista de canciones
Todas las letras escritas por Pete Loeffler, toda la música compuesta por Chevelle. 
| N.º | Título                      | Duración |  |
| 1.  | «Family System»             | 4:17     |  |
| 2.  | «Comfortable Liar»          | 3:43     |  |
| 3.  | «Send the Pain Below»       | 4:12     |  |
| 4.  | «Closure»                   | 4:11     |  |
| 5.  | «The Red»                   | 3:58     |  |
| 6.  | «Wonder What's Next»        | 4:10     |  |
| 7.  | «Don't Fake This»           | 3:39     |  |
| 8.  | «Forfeit»                   | 3:59     |  |
| 9.  | «Grab Thy Hand»             | 4:13     |  |
| 10. | «An Evening with El Diablo» | 5:43     |  |
| 11. | «One Lonely Visitor»        | 4:06     |  |

| Edición japonesa (Bonus track) |                        |          |  |
| N.º                            | Título                 | Duración |  |
| 12.                            | «It's No Good»         | 3:59     |  |
| 13.                            | «Black Boys on Mopeds» | 3:26     |  |

| Edición expanded |                                                   |          |  |
| N.º              | Título                                            | Duración |  |
| 12.              | «Until You're Reformed»                           | 4:00     |  |
| 13.              | «(High) Visibility» (cover de Helmet)             | 2:51     |  |
| 14.              | «Black Boys on Mopeds» (cover de Sinéad O'Connor) | 3:26     |  |
| 15.              | «It's No Good» (cover de Depeche Mode)            | 3:59     |  |

- - "Until You're Reformed" apareció en la banda sonora de Daredevil .

## Posicionamiento
Álbum – Billboard Music Charts (North America)
| Año  | Listas              | Posición |
| ---- | ------------------- | -------- |
| 2002 | The Billboard 200   | N.º 14   |
| 2002 | Top Internet Albums | N.º 14   |

Sencillos – Billboard Music Charts (North America)
| Año  | Canción               | Listas                 | Posición |
| ---- | --------------------- | ---------------------- | -------- |
| 2002 | "The Red"             | The Billboard Hot 100  | N.º 56   |
| 2002 | "The Red"             | Mainstream Rock Tracks | N.º 3    |
| 2002 | "The Red"             | Modern Rock Tracks     | N.º 4    |
| 2003 | "Send the Pain Below" | The Billboard Hot 100  | N.º 65   |
| 2003 | "Send the Pain Below" | Mainstream Rock Tracks | N.º 1    |
| 2003 | "Send the Pain Below" | Modern Rock Tracks     | N.º 1    |
| 2004 | "Closure"             | Mainstream Rock Tracks | N.º 17   |
| 2004 | "Closure"             | Modern Rock Tracks     | N.º 11   |